# Mathias Neumann (Kameramann)
Mathias Neumann (* 12. November 1965) ist ein deutscher Kameramann.
Von 1991 bis 1993 absolvierte Neumann sein Kamerastudium am American Film Institute, wo er einen Master of Fine Arts in Cinematography abschloss. Seine Karriere im Filmgeschäft begann er 1993 mit seiner Mitarbeit an dem Film Down the Rabbit Hole. Er wirkte sowohl an Kino- wie auch Fernsehproduktionen mit. Im Jahre 2000 arbeitete er erstmals mit dem Regisseur Uwe Boll zusammen, es entstand der Film Sanctimony – Auf mörderischem Kurs. Bis heute wirkte Neumann an allen weiteren Boll-Filmen mit. 2004 war er der Kameramann von fünf Episoden der Fernsehserie Meine schönsten Jahre.
Neumann ist Mitglied im Berufsverband Kinematografie (BVK).

## Filmografie (Auswahl)
- 2000: Sanctimony – Auf mörderischem Kurs
- 2001: Blackwoods
- 2002: Heart of America
- 2003: House of the Dead
- 2003: Das siebte Foto
- 2005: Alone in the Dark
- 2005: BloodRayne
- 2006: Das Konklave
- 2006: Seed
- 2007: BloodRayne II: Deliverance
- 2007: Schwerter des Königs – Dungeon Siege (In the Name of the King: A Dungeon Siege Tale)
- 2007: Postal
- 2008: Bis dass der Tod uns scheidet (Fernsehfilm)
- 2008: Tunnel Rats
- 2008: Der Seewolf
- 2008: Far Cry
- 2009: Siegburg
- 2009: Rampage
- 2009: Darfur
- 2010: The Final Storm
- 2010: Max Schmeling – Eine deutsche Legende
- 2010: Undercover Love (Fernsehfilm)
- 2011: BloodRayne: The Third Reich
- 2011: Blubberella
- 2011: Auschwitz
- 2011: Das Mädchen auf dem Meeresgrund
- 2011: Schwerter des Königs – Zwei Welten (In the Name of the King II: Two Worlds)
- 2013: Assault on Wall Street
- 2014: Mona kriegt ein Baby
- 2014: Schwerter des Königs – Die letzte Mission (In the Name of the King III)
- 2014: Pettersson und Findus – Kleiner Quälgeist, große Freundschaft
- 2014: Rampage: Capital Punishment
- 2015: Das goldene Ufer
- 2016: Pettersson und Findus – Das schönste Weihnachten überhaupt
- 2016: Rampage: President Down
- 2017: Honigfrauen
- 2017: Einsamkeit und Sex und Mitleid
- 2017: Harter Brocken: Der Bankraub
- 2019: Die Drei von der Müllabfuhr – Dörte muss weg
- 2019: Matula – Tod auf Mallorca
- 2019: 23 Morde – Bereit für die Wahrheit? (Fernsehserie, 6 Folgen)
- 2019: Auf dem Grund
- 2020: Wer einmal stirbt dem glaubt man nicht (Fernsehfilm)
- 2021: Faltenfrei (Fernsehfilm)
- 2022: Neben der Spur ist auch ein Weg (Fernsehfilm)
- 2022: Gestern waren wir noch Kinder
- 2022: Hanau
- 2023: Hotel Barcelona (Fernsehzweiteiler)
- 2023: Das Quartett: Mörderischer Pakt
- 2023: Tatort: Des anderen Last
- 2024: Sieben Tage (Haft Rooz)